# Oscarella lobularis
Espèce
L’Oscarelle bleu-violet (Oscarella lobularis) est une espèce d'éponges de la famille des  Plakinidés.